# Điền Vinh
Điền Vinh (chữ Hán: 田榮, ? – 205 TCN) là một vị vua chư hầu cuối thời nhà Tần, đầu thời Hán Sở trong lịch sử Trung Quốc. Ông tham gia khởi nghĩa chống sự cai trị của nhà Tần và phục hồi nước Tề như cục diện thời Chiến Quốc.

## Thân thế
Điền Vinh là người đất Địch, cùng họ với Tề vương Kiến thời Chiến Quốc. Ông cùng anh họ là Điền Đam và em ruột là Điền Hoành đều là những người mạnh mẽ và có thế lực trong vùng. Ba người đều nghĩa khí hào hiệp, được nhiều người nể phục.

## Khởi nghĩa
Tháng bảy âm lịch năm 209 TCN, 900 người lính thú ở nước Sở cũ theo Trần Thắng và Ngô Quảng khởi nghĩa ở làng Đại Trạch, chống lại sự cai trị của nhà Tần. Trần Thắng đánh đến đất Trần xưng hiệu là Trương Sở vương, tự lập làm vua Sở. Trần Thắng ở đất Trần sai các tướng đi chiêu hàng các nơi. Điền Vinh và Điền Hoành theo Điền Đam nổi dậy, giết chết huyện lệnh đất Địch của nhà Tần rồi cùng tôn Điền Đam làm Tề vương.
Khi đó một viên tướng của Trương Sở vương Trần Thắng là Chu Thị mang quân đi bình định nước Ngụy rồi tiến đến đất Địch, nơi Điền Đam cai quản. Anh em Điền Đam mang quân chống lại, đánh bại quân Chu Thị. Chu Thị thua chạy, trở về nước Ngụy. Sau đó anh em Điền Đam chia quân đi đánh các thành ấp nước Tề còn trong tay nhà Tần.

## Thoát nạn ở Đông A
Ít lâu sau, tướng nhà Tần là Chương Hàm ra quân từ Hàm Dương, tiêu diệt nước Trương Sở của Trần Thắng và mang quân đánh Ngụy. Ngụy vương Cữu không chống nổi, phải chạy vào thành cố thủ và sai người sang cầu cứu nước Tề.
Tề vương Điền Đam đích thân mang quân sang cứu Nguỵ. Chương Hàm nhân lúc nửa đêm kéo ra bất ngờ đánh úp quân Tề, bắt sống được Điền Đam dưới thành Lâm Tế và giết chết. Nước Nguỵ khiếp sợ trước sức mạnh của quân Tần. Nguỵ vương Cữu biết không giữ được thành nên tự vẫn. Em Cữu là Nguỵ Báo bỏ trốn sang nước Sở.
Quân Tề thua trận, Điền Vinh và Điền Hoành thu gom tàn quân ở Nguỵ về Tề, nhưng tới Đông A mới biết người nước Tề đã lập em của Tề Vương Điền Kiến thời Chiến Quốc là Điền Giả làm Tề vương và ngăn đường Điền Vinh về Tề. Ông cùng Điền Hoành phải nán lại Đông A.
Chương Hàm đánh xong Nguỵ rồi, mang quân đuổi theo Điền Vinh, vây đánh Đông A. Điền Vinh thế yếu phải cố thủ rồi sai người sang cầu cứu nước Sở.
Lúc đó nước Sở đã phục hồi sức lực. Hạng Lương lập vua Sở mới là Hoài vương và trở thành lực lượng chống Tần mạnh hơn cả. Các cánh quân Sở cũ của Trần Thắng đều theo về với Hạng Lương. Trước tình hình đó, Chương Hàm lại quay sang đánh Hạng Lương. Hạng Lương cấp quân cho Ngụy Báo về thu phục nước Nguỵ, sai cháu là Hạng Vũ cùng Lưu Bang dẫn một cánh quân đi về phía tây đánh Tần, còn bản thân mình dẫn đại quân lên phía bắc để cứu Điền Vinh ở Đông A.
Chương Hàm mang quân ra đón Hạng Lượng ở gần Đông A, hai bên đụng độ nhau. Quân Tần không chống nổi quân Sở, bị đánh bại. Chương Hàm thua trận, buộc phải giải vây thành Đông A mà chạy về Định Đào.

## Giành lại nước Tề
Hạng Lương muốn cùng Điền Vinh mang quân đuổi theo Chương Hàm nhưng ông lại đem quân về đuổi vua Tề là Điền Giả để giành lại quyền cai quản nước Tề. Điền Giả chạy trốn sang nước Sở. Điền Vinh lập con của Điền Đam là Điền Phất làm Tề Vương.
Tướng quốc của Điền Giả là Điền Giác chạy trốn khỏi nước Tề, ở lại nước Triệu. Người em của Giác là Điền Nhàn trước kia là tướng nước Tề ở lại nước Triệu không dám về. Hạng Lương một mình mang quân đuổi theo quân Tần. Sau đó Hạng Lương mấy lần sai sứ giả giục Điền vinh đem binh của nước Tề đến để cùng kéo quân sang hướng Tây. Điền Vinh nói:
Nước Sở có giết Điền Giả, nước Triệu có giết Điền Giác, Điền Nhàn thì ta mới đem quân đến.
Hạng Lương nói:
Điền Giả là vua một nước giao hiếu với nước Sở ta, cùng đường phải chạy đến đây theo ta, ta không nỡ giết.
Nước Triệu cũng không giết Điền Giác, Điền Nhàn để lấy lòng nước Tề, cho nên Điền Vinh không chịu đem quân đến giúp nước Sở. Ông tự mình làm thừa tướng nước Tề, phong Điền Hoành làm đại tướng, cùng nhau tiếp tục đi bình định các thành ở Tề còn thuộc nhà Tần.

## Tam Tề vương
Hạng Lương đánh Tần tử trận, cháu Hạng Lương là Hạng Vũ tiếp tục đánh Tần. Chương Hàm giết được Hạng Lương bèn mang quân sang đánh Triệu. Nước Triệu nguy cấp, cầu cứu các chư hầu. Năm 207 TCN, vua Sở Hoài vương chia quân cho Lưu Bang và Hạng Vũ đi đánh Tần, trong đó cánh quân Hạng Vũ đi cứu Triệu. Điền Vinh không ra quân cứu Triệu mà ngồi chờ tình thế. Một tướng Tề là Điền Đô tự mình mang quân bản bộ đi cứu Triệu, tách khỏi lực lượng của Điền Vinh.
Hạng Vũ đánh tan Chương Hàm ở trận Cự Lộc khiến Hàm phải đầu hàng và các chư hầu khác quy phục. Điền Đô cũng nhập vào quân của Hạng Vũ đi diệt Tần. Tuy nhiên Điền Vinh vẫn thế thủ ở Tề không hưởng ứng. Một tướng Tề khác là Điền An, cháu của Tề vương Kiến cũng tách khỏi Điền Vinh, mang quân bản bộ đi lấy lại được mấy thành ở Tế Bắc từ tay nhà Tần; sau đó An đầu hàng Hạng Vũ.
Sau khi diệt Tần, Hạng Vũ tự xưng làm Sở Bá Vương, đứng đầu chư hầu, phân phong cho các chư hầu:
- Điền Đô vì có công cùng Hạng Vũ đánh Tần và theo Hạng Vương vào Quan Trung nên được phong làm Tề vương, đóng đô ở Lâm Tri.
- Tề vương Điền Phất bị dời đi làm Giao Đông vương, đóng đô ở Tức Mặc
- Điền An có công lấy lại được mấy thành ở Tế Bắc rồi đem binh đầu hàng Hạng Vũ, cho nên được lập làm Tế Bắc vương, đóng đô ở Bắc Dương.
- Điền Vinh đã mấy lần không nghe theo Hạng vương lại không chịu đem binh theo Sở đánh Tần cho nên không được phong đất.

Các chư hầu trở về nước. Điền Vinh nghe tin Hạng Vũ đã đổi vua Tề là Phất đi Giao Đông, và lập tướng nước Tề là Điền Đô làm Tề vương, liền nổi giận, không cho Tề Vương đi Giao Đông, rồi giữ lấy nước Tề chống Sở và đón đánh Điền Đô. Điền Đô thua trận bỏ chạy sang nước Sở.
Các cận thần của Giao Đông Vương Điền Phất nói với Phất rằng:
Hạng vương lớn mạnh và hung tàn, Đại vương nên trở về đất phong của mình, nếu không sẽ có nguy biến
Điền Phất sợ Hạng Vương nên bỏ trốn về nước mình là Giao Đông. Điền Vinh nổi giận, bèn mang quân đuổi theo, đến Tức Mặc thì đuổi kịp Phất. Ông bèn giết chết Phất ở Tức Mặc. Sau đó Điền Vinh bèn tự lập làm Tề vương.
Để thống nhất nước Tề, ông đem quân về hướng tây, đánh nước Tế Bắc, giết chết Tế Bắc vương Điền An, làm vua cả Tam Tề.

## Phát động chống Hạng Vũ
Để có thêm vây cánh chống Hạng Vũ, Điền Vinh sai người mang ấn tướng quân đến cho Bành Việt, phong làm tướng rồi ra lệnh cho Việt làm phản Hạng Vũ ở đất Lương.
Trần Dư ở nước Triệu, có tư thù với Thường Sơn vương Trương Nhĩ là một chư hầu được Hạng Vũ ưu đãi nên bất mãn, ngầm sai Trương Đống, Hạ Duyệt đến nói với Tề vương Điền Vinh:
Hạng Vương làm chúa tể thiên hạ, nhưng không công bằng. Ông ta cho tất cả các vua cũ làm vương ở những đất xấu, còn cho quần thần, tướng tá của ông ta làm vương ở những nơi đất tốt, đuổi chủ cũ của mình là Triệu vương lên phía Bắc, ở đất Đại, Dư này cho là không hợp lý. Nghe tin đại vương khởi binh, lại không nghe lối xử trí bất nghĩa, xin đại vương giúp binh lính cho Dư này. Tôi xin đánh Thường Sơn để phục lại Triệu vương. Tôi xin lấy nước ấy làm rào giậu cho nước đại vương.
Tề vương bằng lòng, bèn sai quân đi đến Triệu giao cho Trần Dư để giúp sức. Trần Dư đem tất cả quân của ba huyện cùng hợp sức với Tề vương đánh Thường Sơn, phá tan quân của Trương Nhĩ. Trương Nhĩ bỏ chạy theo Lưu Bang – lúc đó cũng nổi dậy chống Sở. Trần Dư đón Yết, trước đấy bị Hạng Vũ đổi đi làm Vương ở đất Đại, đưa về nước làm Triệu vương như cũ.
Điền Vinh và Trần Dư cùng nhau tái lập lại tình thế ở Tề, Triệu như trước khi nhà Tần mất và đảo lộn sự phân phong của Hạng Vương, sau đó lại phát hịch ra các chư hầu kêu gọi chống Hạng Vương.
Khi đó Lưu Bang bị Hạng Vương phong vào Thục cũng bất mãn, nổi dậy chống lại. Hạng Vương đang phân vân nên đánh Hán hay đánh Tề thì mưu thần của Lưu Bang là Trương Lương - trên danh nghĩa là tướng nước Hàn nhỏ yếu, đã thần phục Sở - lại mang tờ hịch của Tề và Lương chống Hạng Vương đưa cho Hạng Vương để kích động Hạng Vương đánh Tề trước. Trương Lương nói với Hạng Vương:
Nước Tề muốn cùng hợp sức với nước Triệu để tiêu diệt nước Sở!
Quả nhiên Hạng Vũ nổi giận, cho rằng nguy cơ từ Tề lớn hơn Hán, quyết định khởi binh lên phía bắc đi đánh Tề mà không đánh Hán.
Mùa đông năm 205 TCN, Hạng vương đem quân về hướng bắc đánh Tề. Khi quân Sở đến Thành Dương, Điền Vinh cũng đem binh đến giao chiến. Vì quân Sở quá mạnh, Tề Vương Điền Vinh đánh không lại, bị thua trận phải chạy đến Bình Nguyên. Dân Bình Nguyên không ưa Điền Vinh nên cùng nhau giết chết ông.
Sau này em ông là Điền Hoành cùng con ông là Điền Quảng lại khôi phục được nước Tề.